# Tiszakürt
Tiszakürt là một thị trấn thuộc hạt Jász-Nagykun-Szolnok, Hungary. Thị trấn này có diện tích 28,37 km², dân số năm 2010 là 1414 người, mật độ 50 người/km².